# Диаграмма Эллингема
Диаграмма Эллингема (Эллингхэма) — график зависимости изменения свободной энергии Гиббса процесса от температуры для различных реакций, например, образования оксидов, сульфидов или нитридов различных элементов. Впервые эти диаграммы были построены Гарольдом Эллингемом в 1944 году. В металлургии диаграммы Эллингема используются для расчета температуры при равновесии между металлом, кислородом и соответствующим оксидом. Таким же образом рассчитываются температуры равновесия в реакциях образования других соединений с неметаллами. И наоборот, диаграммы Эллингема могут быть полезны при попытке предсказать условия, в которых металлическая руда (обычно оксид, сульфид металла) будет восстанавливаться до металла.

## Термодинамика

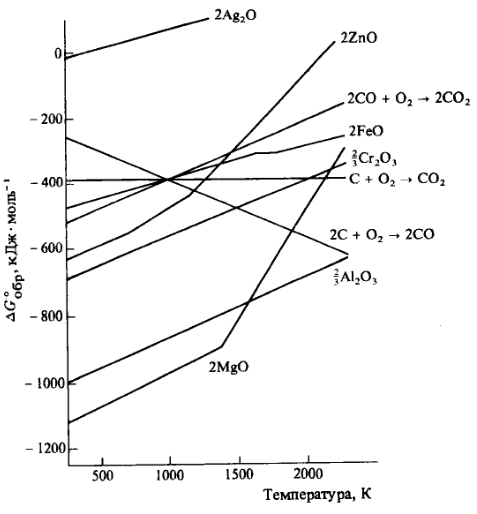
Диаграмма Эллингема для реакции образования некоторых оксидов (значения ΔG отнесены к 1 моль O_{2})

Диаграммы Эллингема являются частным графическим представлением Второго закона термодинамики. Они отражают зависимость изменения свободной энергии Гиббса от температуры. Обычно с помощью этих диаграмм рассматривают реакции образования оксидов металлов. Реакции образования оксидов обычно происходят при таких температурах, при которых металл и его оксид находятся в конденсированном состоянии, кислород, соответственно, в газообразном. Реакции могут быть как экзотермическими, так и эндотермическими, но ΔG реакции всегда становится более отрицательной с уменьшением температуры. Это делает реакцию окисления статистически более вероятной по сравнению с реакцией восстановления при понижении температуры. При достаточно высоких температурах знак ΔG может измениться на противоположный, и оксид самопроизвольно будет восстанавливаться до металла.
Так как большинство расчетов протекания химических реакций основываются на чисто энергетических основаниях, следует сказать, что реакция может или не может происходить с заметной скоростью на кинетических основаниях — если, например, одна или несколько стадий реакции имеют слишком высокие энергии активации.
Если в процессе участвуют два металла, должны быть рассмотрены два равновесия, так как металл с более отрицательным значением ΔG восстанавливается из оксида, а другой — окисляется.

## Особенности
- Линии в диаграммах Эллингема для оксидов металлов представляют собой прямые линии с положительным углом наклона.
- Чем ниже положение линии металла на диаграмме, тем более стабильным является его оксид. Например, как видно из рисунка, Al2O3 стабильнее, чем CO2, FeO и ZnO.
- Металл, представленный на диаграмме Эллингема, может восстанавливать оксид металла, линия которого расположена на диаграмме выше. Таким образом, Al может вытеснять Cr из его оксида, поскольку линия Cr2O3 выше, чем Al2O3.
- Чем больше расстояние между двумя линиями, тем более эффективным восстановителем является металл, расположенный ниже.
- Стабильность оксидов металлов уменьшается с увеличением температуры. Наиболее нестабильные оксиды, такие как Ag2O или HgO, легко поддаются термическому разложению.
- Если при окислении металла могут образовываться несколько оксидов, диаграмма Эллингема позволяет определить доминирующий продукт окисления при любой температуре. Так, изменение энергии Гиббса при образовании диоксида углерода (CO2) представляет собой практически не зависящую от температуры величину, в то время как линия монооксида углерода (CO) имеет отрицательный угол наклона. Например, в реакции Будуара монооксид углерода является доминирующим соединением при высоких температурах (равновесие смещено влево), а также чем больше температура, тем более эффективным восстановителем (по сравнению с углеродом) он является.
- Пересечение двух линий означает равновесие между реакциями окисления и восстановления.

### Восстановители
В промышленных процессах восстановление металлов из их оксидов зачастую проводят при помощи углерода, который стоит намного дешевле, чем другие восстановители. Кроме того, когда углерод реагирует с кислородом, он образует два газообразных оксида, поэтому динамика его окисления отлична от динамики окисления металлов: с увеличением температуры изменение энергии Гиббса становится более отрицательным. Стало быть, углерод может являться восстановителем как в виде простого вещества, так и в виде оксида, что позволяет проводить восстановление металлов в форме двойной окислительно-восстановительной реакции при сравнительно низкой температуре.

## Примеры использования диаграмм Эллингема
Главным образом диаграммы Эллингема используются в металлургии, где они позволяют выбрать наиболее эффективный восстановительный агент для выделения металлов из руд и подходящие условия.

### Восстановитель для гематита
Во время плавки руд гематита в доменной печи восстановление происходит в верхней части печи, при температуре 600oC — 700oC. Из диаграммы Эллингема можно сделать вывод, что на этом температурном интервале именно монооксид углерода является восстановителем, поскольку процесс 2CO + O2 → 2CO2 характеризуется более отрицательным значением изменения энергии Гиббса, чем процесс 2C + O2 → 2CO.
Значит, при плавке гематит восстанавливается именно CO, хотя углерод также присутствует в печи.
Fe2O3 + 3CO → 2Fe + 3CO2

### Восстановитель для оксида хрома
При высоких температурах кривая на диаграмме, соответствующая реакции 2C(тв) + O2(г) → 2CO(тв) уходит вниз и становится ниже всех кривых, соответствующих металлам. Следовательно, углерод может успешно использоваться в качестве восстановителя для всех оксидов металлов при очень высоких температурах. Однако при достаточно высокой температуре восстановленный хром реагирует с углеродом, образуя карбид хрома, что приводит к недостаточной чистоте и нежелательным свойствам получаемого металлического хрома. Поэтому для высокотемпературного восстановления оксида хрома углерод в качестве восстановителя не подходит.

### Алюминотермия
Кривая на диаграмме Эллингема для алюминия всегда лежит ниже кривых таких металлов как Cr, Fe, и т.д. Таким образом, можно определить металлы, которые можно получать алюминотермией их оксидов. Пример иллюстрирован ниже:
Значения свободной энергии Гиббса для образования оксида хрома (III) и оксида алюминия (III), приведенные к 1 молю кислорода: -540 кДж и -827 кДж соответственно. Реакции их образования:
- 4Cr(тв) + 3O2(г) → 2Cr2O3(тв) (1)

- 4Al(тв) + 3O2(г) → 2Al2O3(тв) (2)

Разность уравнений (2) и (1) дает
2Cr2O3(тв) + 4Al(тв) → 2Al2O3(тв) + 4Cr(тв)
ΔG0 = -287 кДж
Так как значение энергии Гиббса отрицательно, алюминий может использоваться в качестве восстановителя для получения хрома.

## Внешние ссылки
- Интерактивные диаграммы Эллингема на сайте Университета Сан-Хосе
- Учебник по диаграммам Эллингема (Кембриджский университет)